# ズラブ・ジワニア (ラグビー選手)
ズラブ・ジワニア（ზურაბ ჟვანია, 1991年9月23日 - ）は、ジョージアのラグビーユニオン選手。プロD2・FCグルノーブルに所属。

## プロフィール
- ポジションはプロップおよびフッカー。
- ラグビージョージア代表としてテストマッチ出場経験あり[1]。
- 2013年3月9日、ジワニアは欧州ネイションズカップのスペイン戦において初キャップを獲得[2]。